# Bairbre de Brún
Bairbre de Brún (ur. 10 stycznia 1954 w Dublinie) – północnoirlandzka polityk, członkini Sinn Féin, od 2004 do 2012 posłanka do Parlamentu Europejskiego dwóch kadencji.

## Życiorys
Ukończyła studia pedagogiczne. Pracowała jako nauczycielka i pracownik społeczny. W latach 1998–2004 była posłem do Zgromadzenia Irlandii Północnej. W latach 1999–2000 i 2000–2002 pełniła funkcję ministra zdrowia, polityki społecznej i bezpieczeństwa publicznego Irlandii Północnej.
W wyborach w 2004 uzyskała mandat posłanki do Parlamentu Europejskiego. W 2009 z powodzeniem ubiegała się o reelekcję. Należała do frakcji GUE/NGL, Komisji Ochrony Środowiska Naturalnego, Zdrowia Publicznego i Bezpieczeństwa Żywności oraz Komisji Petycji. Mandat złożyła w 2012.